# بانویی دیگر
بانویی دیگر یک مجموعه تلویزیونی محصول سال ۱۳۸۳ به کارگردانی سیروس مقدم، نویسندگی رضا مقصودی و تهیه‌کنندگی رضا جودی می‌باشد که در نوروز ۱۳۸۳ از شبکه پنج پخش شد.

## بازیگران
- حسن پورشیرازی در نقش سعید درخشان
- لاله صبوری در نقش مهری صالحی
- نگار فروزنده در نقش شیرین ستوده
- مهرانه مهین ترابی در نقش سودابه صابری
- اسماعیل سلطانیان در نقش مراد
- رضا سعیدی در نقش اسکندر
- رضا بنفشه‌خواه در نقش پدر مهری
- آزیتا لاچینی در نقش مادر مهری
- سیما مطلبی